# Friedrich Karl von Koenig-Warthausen

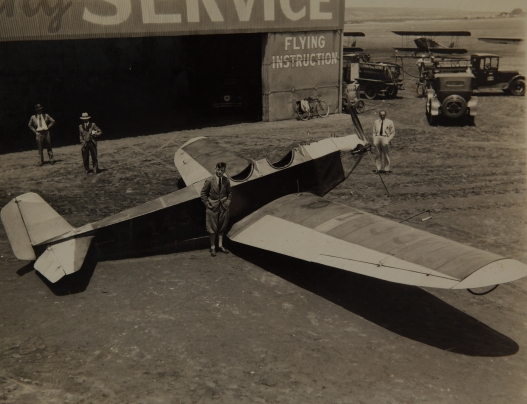
Koenig-Warthausen vor seiner Klemm während seines Weltfluges, 1929

Friedrich Karl Richard Paul August Freiherr Koenig von und zu Warthausen, auch Friedrich Karl von König-Warthausen, (* 2. April 1906 in Warthausen; † 15. Dezember 1986 in München) war ein deutscher Pilot und Gutsherr.

## Leben
Friedrich Karl wurde als erster Sohn des Freiherrn Friedrich Karl Wilhelm Koenig von und zu Warthausen „Baron Fritz“ (* 1863; † 1948) und seiner Frau Elisabeth (* 1878; † 1961) auf dem Schloss Warthausen im damaligen Oberamt Biberach geboren.
Er besuchte das humanistische Gymnasium mit Internat in München. Nach dem Abitur arbeitete er als Werkstudent bei der Maschinenfabrik Esslingen und unternahm Schiffs-Werksfahrten bei Hapag nach Amerika. Er studierte Jura und Volkswirtschaft in München, Königsberg und Berlin. Daneben ließ er sich zum Segel- und Motorflugzeugpiloten ausbilden.

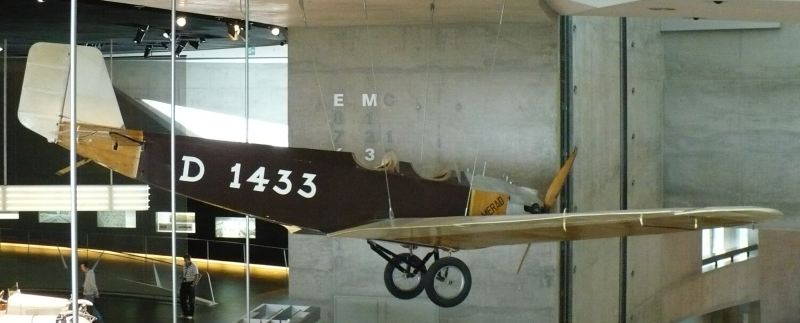
Klemm L20 im Mercedes-Benz Museum Stuttgart

Im Sommer 1928 startete er im Alter von 22 Jahren zu einem Nonstopflug von Berlin nach Moskau und stellte damit einen Flugweltrekord auf. Sein Flugzeug war eine Klemm L20 mit nur 20 PS. Kurz entschlossen flog er weiter nach Persien und anschließend in eineinviertel Jahren um die Erde. Unter anderem legte er auf diesem Flug einen Zwischenstopp in Universal City ein, um dort die Universal Studios von Carl Lämmle zu besichtigen. Er erhielt 1929 dafür den ersten Hindenburg-Pokal und 10.000 Reichsmark; damit konnte er die Schulden für das Flugzeug bei seinen Eltern begleichen. Von seinen Erlebnissen berichtete er in zwei Büchern.
Er war ab 1930 in verschiedenen Funktionen für die deutsche Luftfahrtindustrie tätig. 1931 setzte er sein Studium in Tübingen fort und promovierte über Deutsche Luftfahrt nach Südamerika. Nach dem Krieg wurde er Landwirt auf dem elterlichen Schloss Sommershausen. Aus seiner zweiten Ehe wurde 1958 ein Sohn geboren. 1973 verkaufte er Schloss Sommershausen und erwarb ein Haus in Brezzo di Bedero am Lago Maggiore.

## Werke
- Wings around the world. G.P. Putnam’s Sons, The Knickerbocker Press, New York, London 1930.
- Mit 20 PS und Leuchtpistole. Abenteuer eines Hindenburgfliegers. Deutsche Verlags-Anstalt, Stuttgart 1932; Thienemanns, Stuttgart 1951.
- Weiter mit 20 PS! Neue Abenteuer des Hindenburgfliegers. DVA, Stuttgart 1933.
  - Neuausgabe als: Wunderland und Wolkenkratzer. Weiter mit 20 PS! Thienemanns, Stuttgart 1952.
- Der regelmäßige deutsche Luftverkehr nach Südamerika in seiner wirtschafts- und politisch-geographischen Bedeutung.(Dissertation) Verlag der Hohenlohe’schen Buchhandlung Ferdinand Rau, Öhringen 1937.